# Rosa popovii
Rosa popovii är en rosväxtart som beskrevs av Vladimir Gennadievich Chrshanovski. Rosa popovii ingår i släktet rosor, och familjen rosväxter. Inga underarter finns listade i Catalogue of Life.